# Krông Pa (xã)
Krông Pa là một xã thuộc huyện Sơn Hòa, tỉnh Phú Yên, Việt Nam.
Xã Krông Pa có địa giới hành chính:
- Phía đông giáp các xã Ea Chà Rang và Suối Trai
- Phía tây và phía bắc giáp tỉnh Gia Lai
- Phía nam giáp huyện Sông Hinh với ranh giới là sông Ba.